# Rochsches Haus

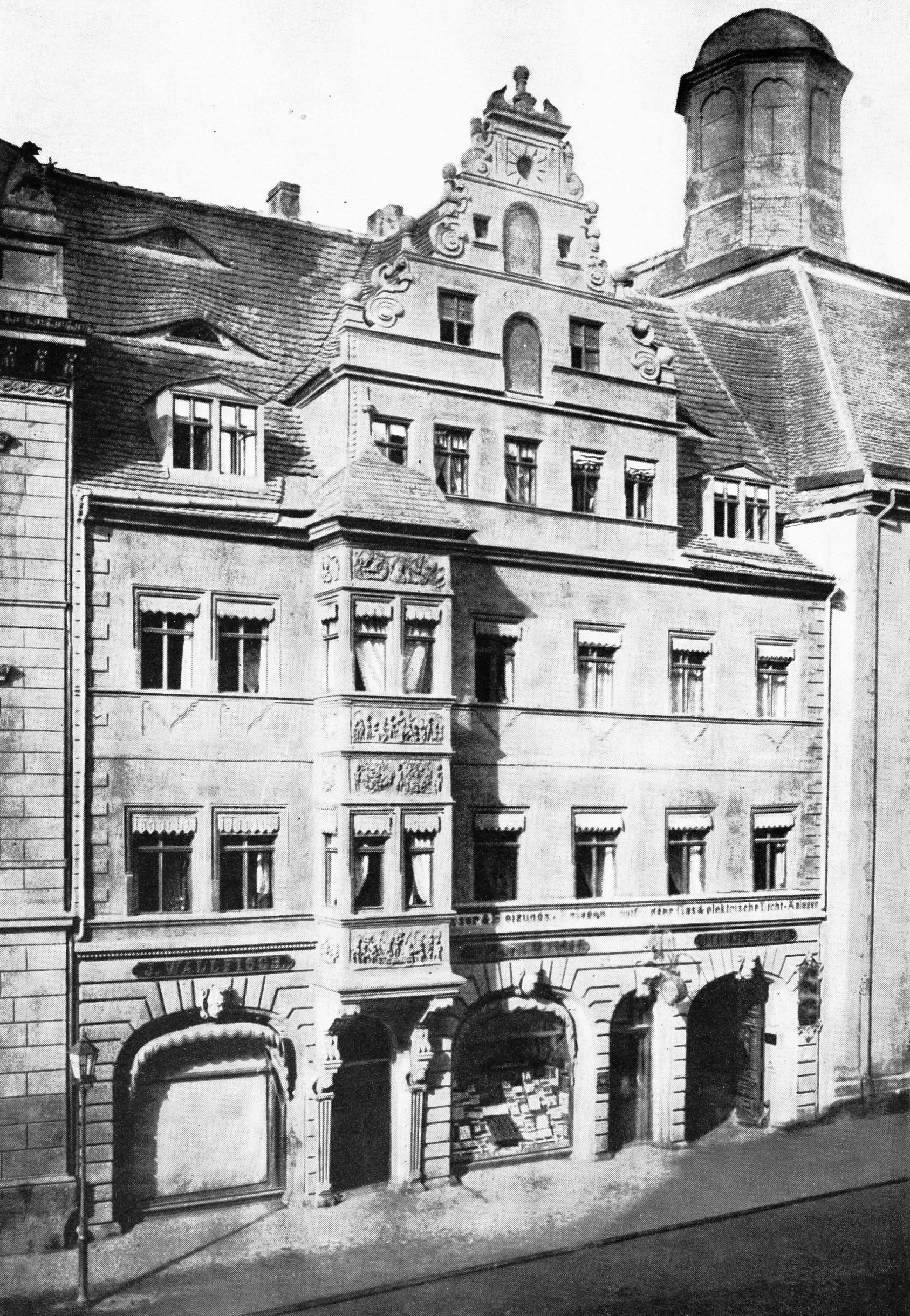
Rochsches Haus vor 1895, nach dem Umbau des Erdgeschosses

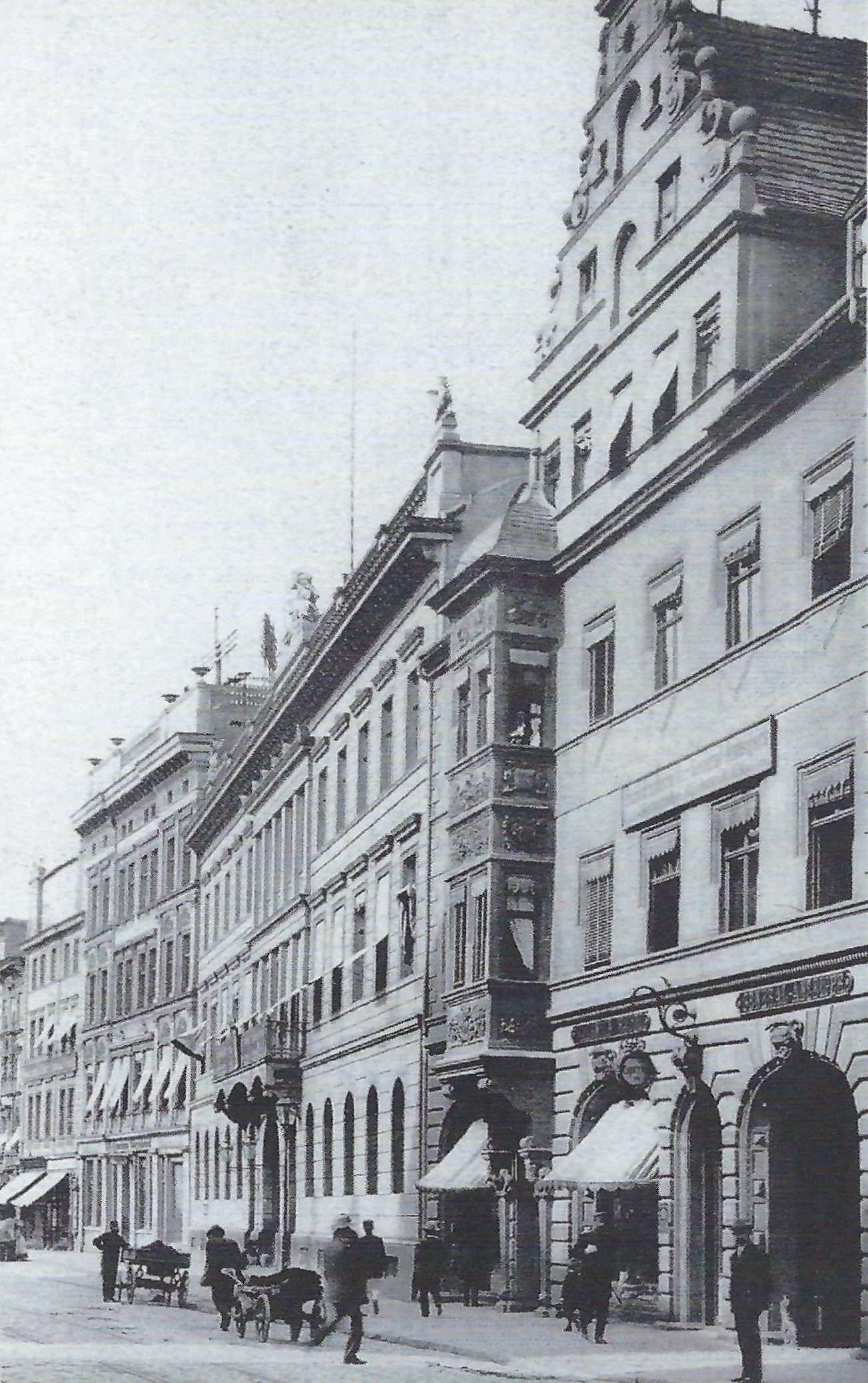
Blick von Norden, Anfang der 1890er, im Hintergrund die Alte Hauptpost

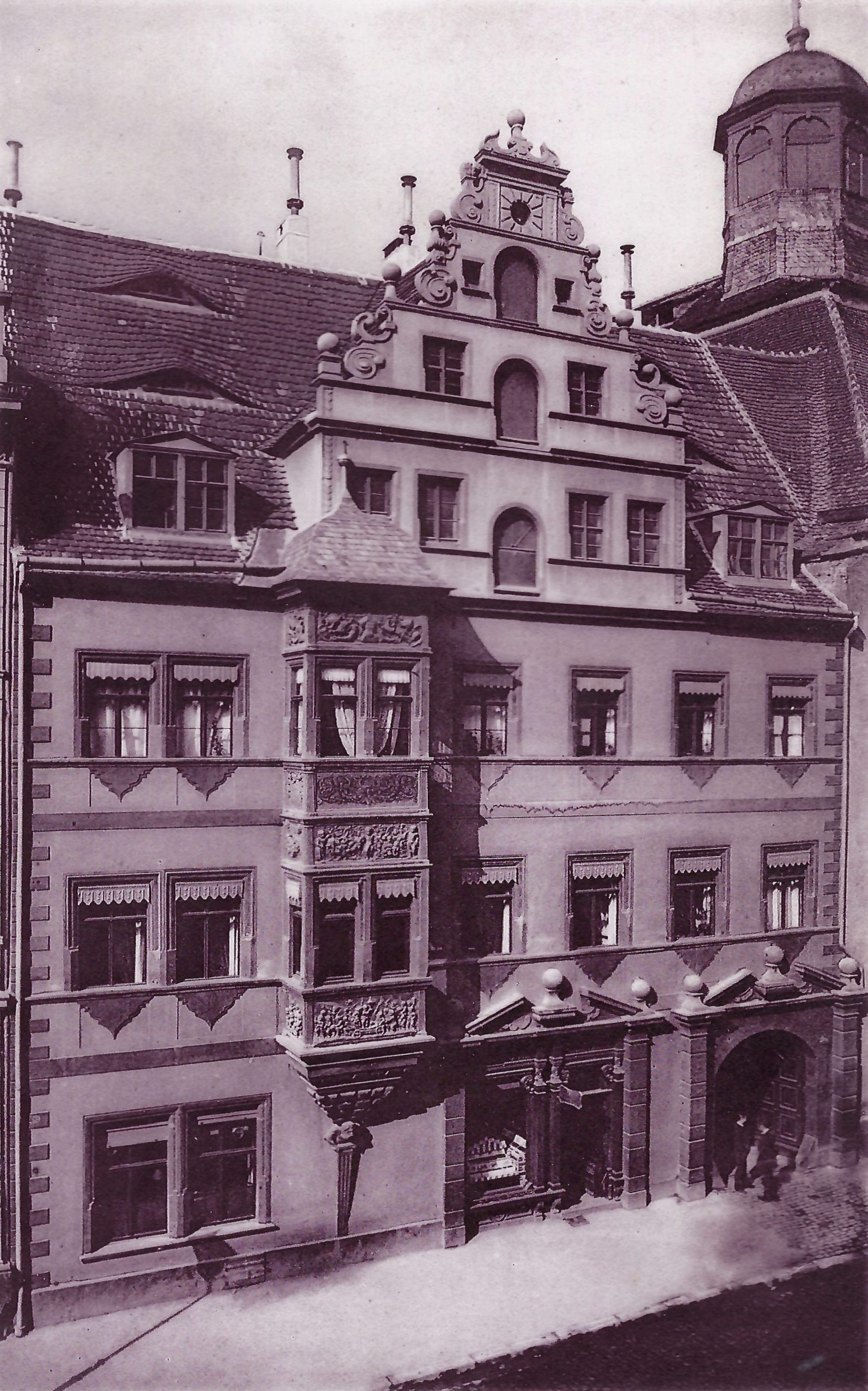
Vor dem Umbau des Erdgeschosses; Diese Fotografie wurde als Teil der Denkschrift von Februar 1895 veröffentlicht und dürfte so dem Reichstag vorgelegen haben.

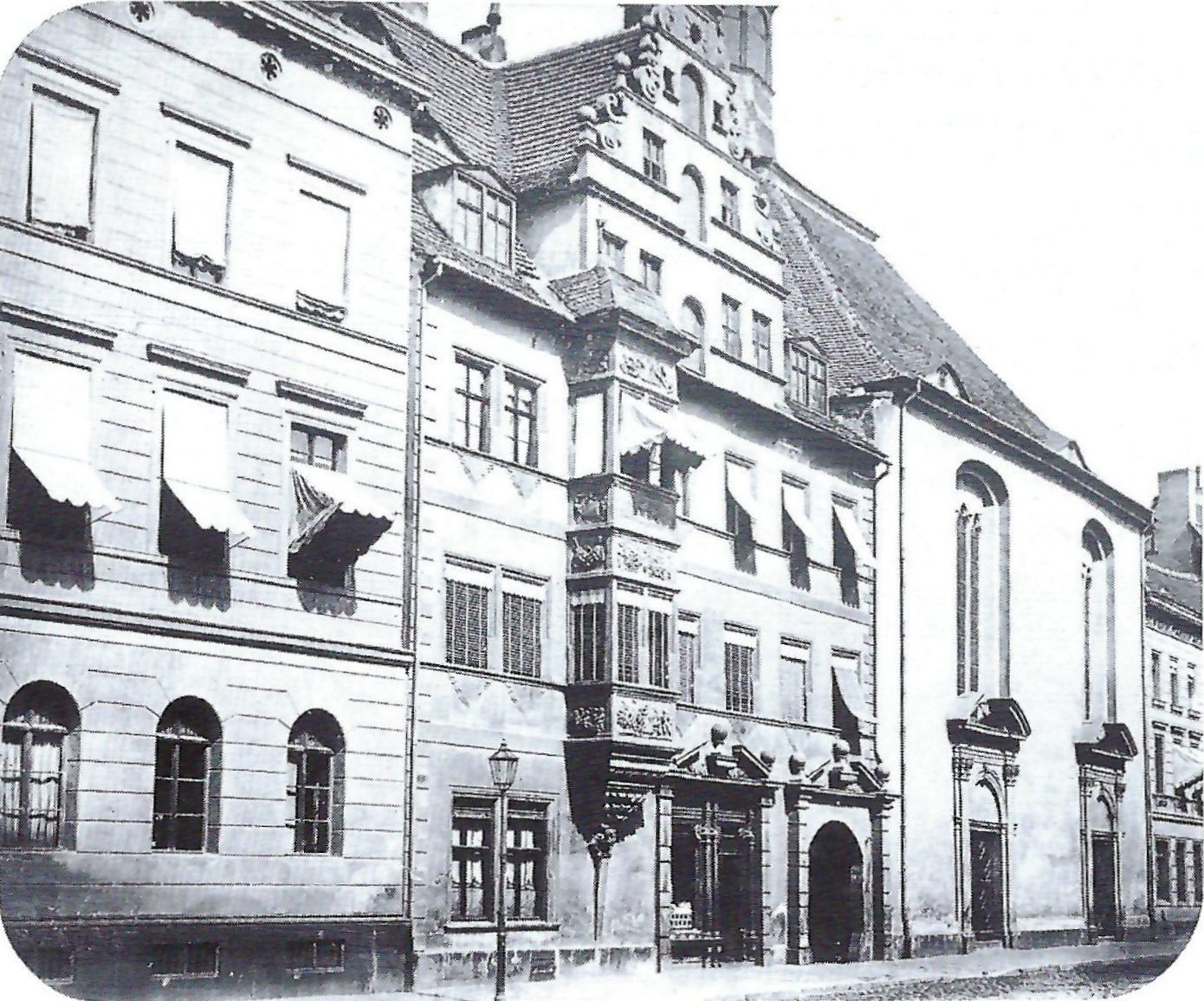
Rochsches Haus mit Nachbarbauten

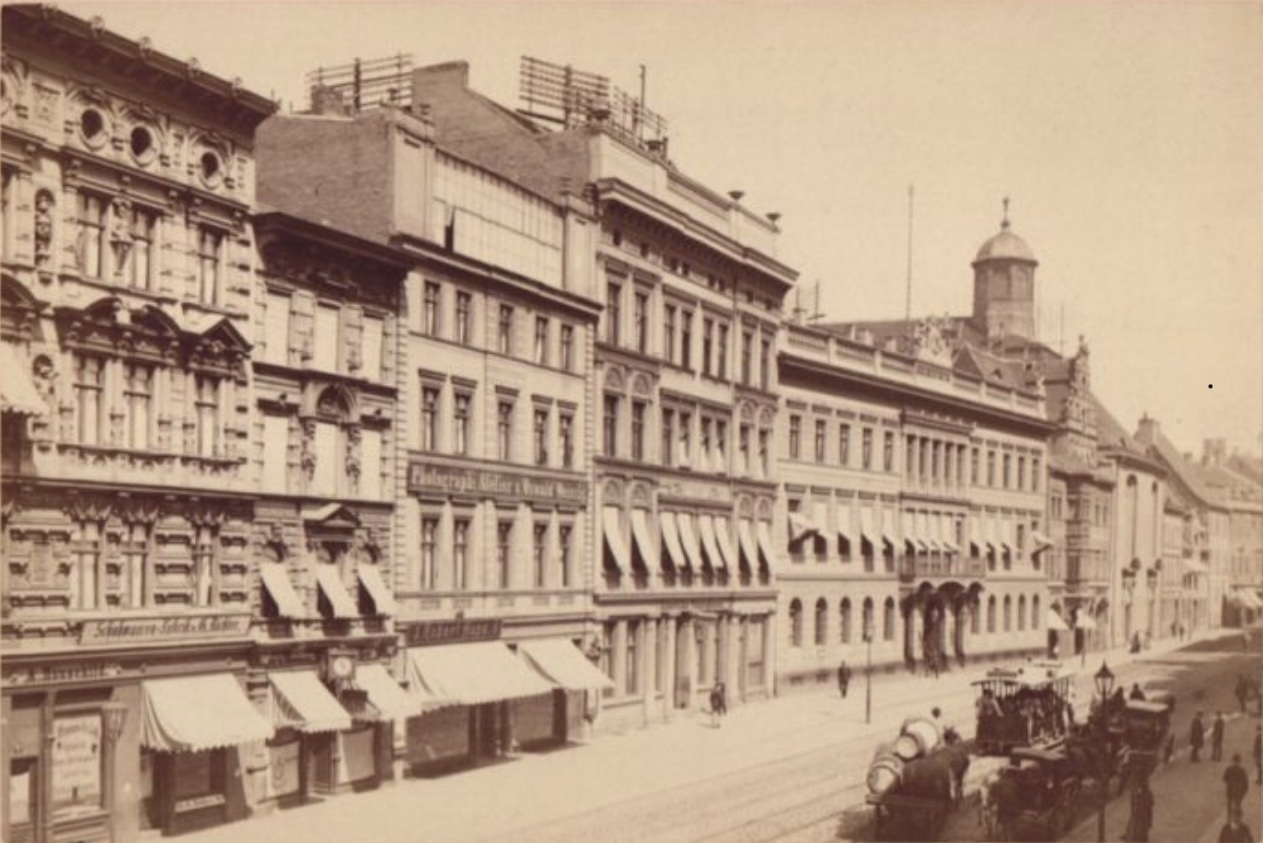
Blick von Süden auf die Westseite des Breiten Wegs, im Hintergrund das Rochsche Haus

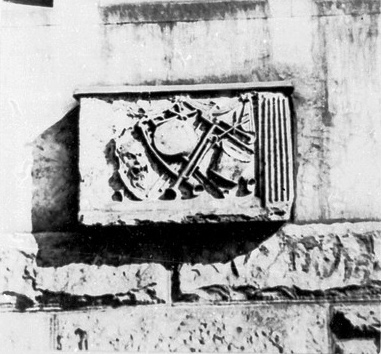
Ein Relief des Hauses

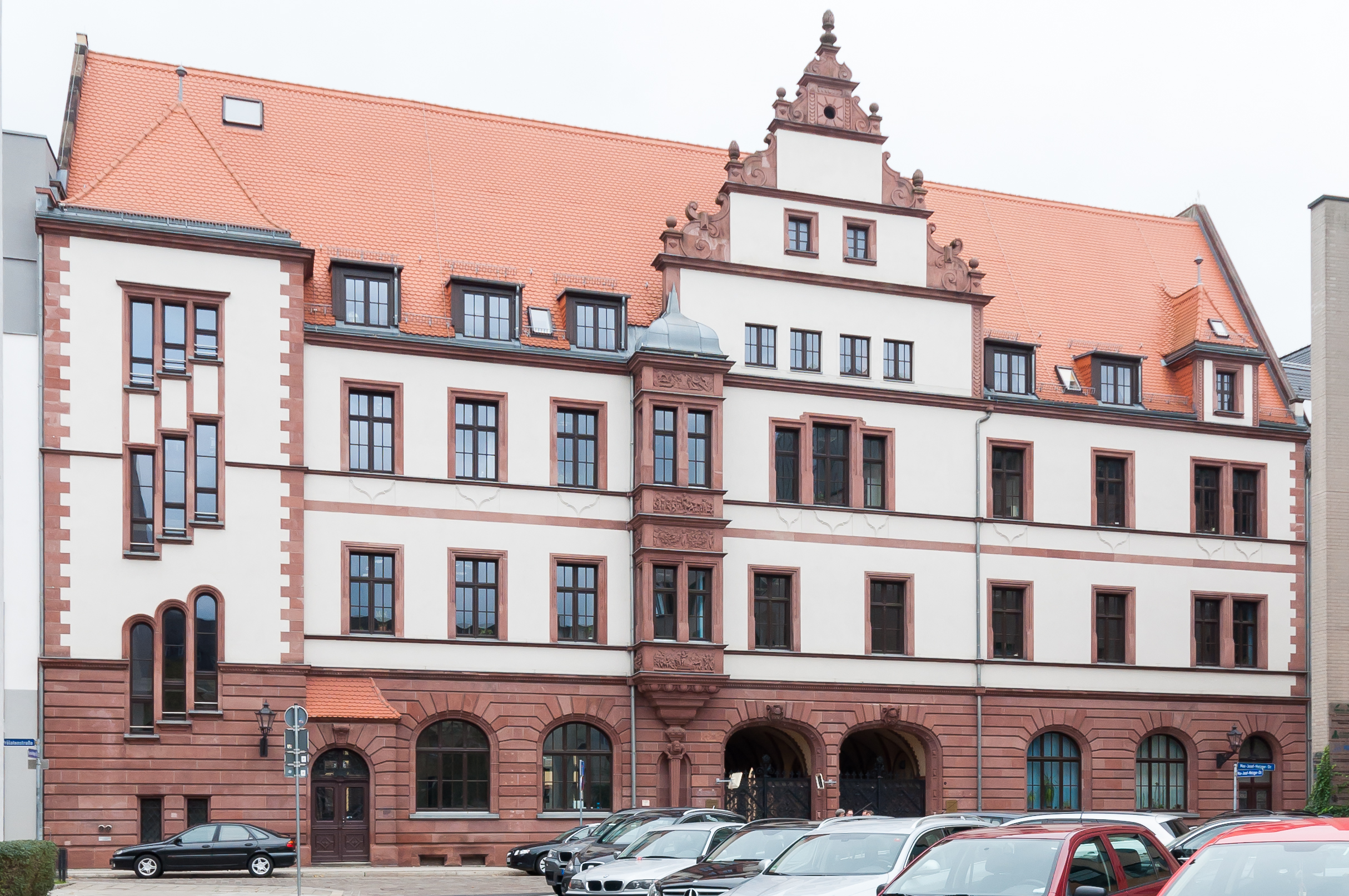
Nachbildung in Anlehnung an das Rochsche Haus auf der Rückseite des heutigen Justizzentrums, 2014

Das Rochsche Haus, auch als Haus zu den drei Männern bezeichnet, war ein historisches Gebäude in Magdeburg im heutigen Sachsen-Anhalt. Es galt bereits im 19. Jahrhundert als erhaltenswertes Baudenkmal, wurde jedoch trotzdem 1895 für den Neubau der Hauptpost Magdeburg abgerissen.

## Lage
Das Gebäude befand sich in der Magdeburger Altstadt auf der Westseite des Breiten Wegs an der Adresse Breiter Weg 203. Unmittelbar nördlich grenzte die Deutsch-Reformierte Kirche an. Heute befindet sich an dieser Stelle der südliche Teil des Justizzentrums.

## Architektur
Das dreigeschossige Patrizierhaus war Ende des 16. Jahrhunderts in massiver Bauweise im Stil der Spätrenaissance errichtet worden. Es wird vermutet, dass mehrere ältere Hausstellen hierbei zusammengelegt worden waren, so dass die damit entstandene Breite der Straßenfront, die ursprünglich praktizierte Giebelständigkeit nicht mehr angewandt werden konnte. Trotzdem wurde der straßenseitige markante Giebel gesetzt. Er war erforderlich, um die im Dach angeordneten großen Lagerräume von der Straße aus mit Waren erreichen zu können.
Die Gestaltung des Erdgeschosses war in der Zeit des Bestehens des Hauses verändert worden. Die Fenster dürften unregelmäßig angeordnet gewesen sein. Im 19. Jahrhundert wurde ein Ladengeschäft für eine Zigarrenhandlung eingebaut, es entstanden zwei neue Eingangstüren. Die zuvor bestehende Verdachung der ganz rechts bestehenden Tordurchfahrt wurde hin zu einem etwas flacheren Bogen und neueren Verzierungen verändert. Die Fenster im Erdgeschoss wurden durch zwei große Rundbogenfenster als Schaufenster ersetzt. Die Erdgeschossfassade erhielt eine Putzquaderung. Auch die unterhalb der Fenster des ersten Obergeschoss befindlichen ursprünglichen Verzierungen wurden dabei entfernt, die gleichen Verzierungen unterhalb des zweiten Obergeschosses blieben jedoch erhalten.
Zwischen den Geschossen bestand als Abgrenzung ein horizontales Band. Parallel dazu verlief jeweils ein weiteres Band, das zugleich als Unterkante der Fensteröffnungen diente. Die Gebäudekanten waren mit Rustizierungen gefasst.

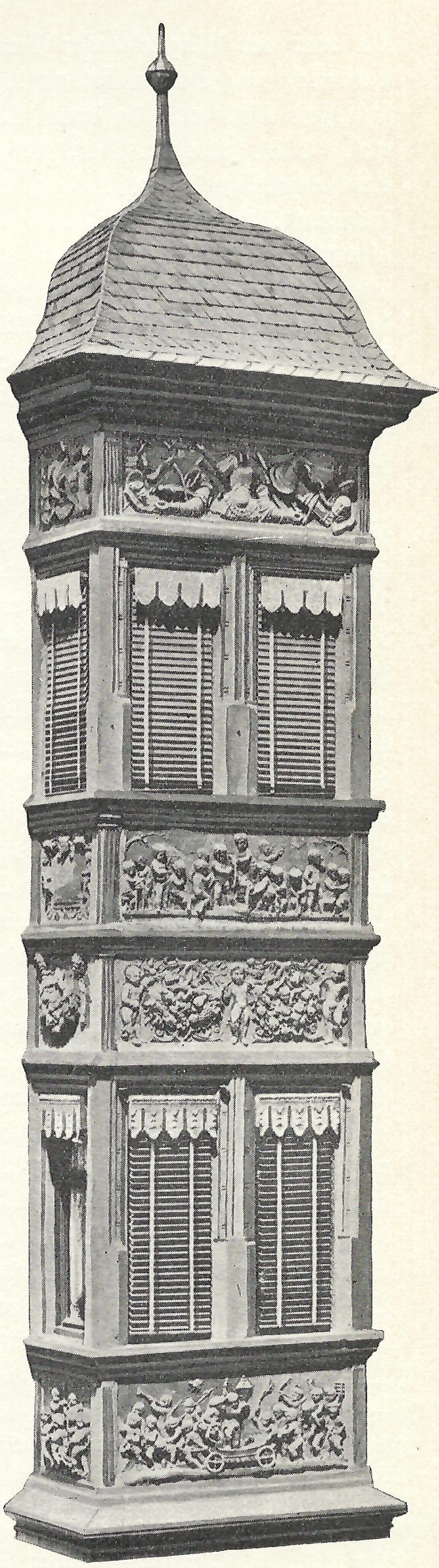
Erker des Rochschen Hauses

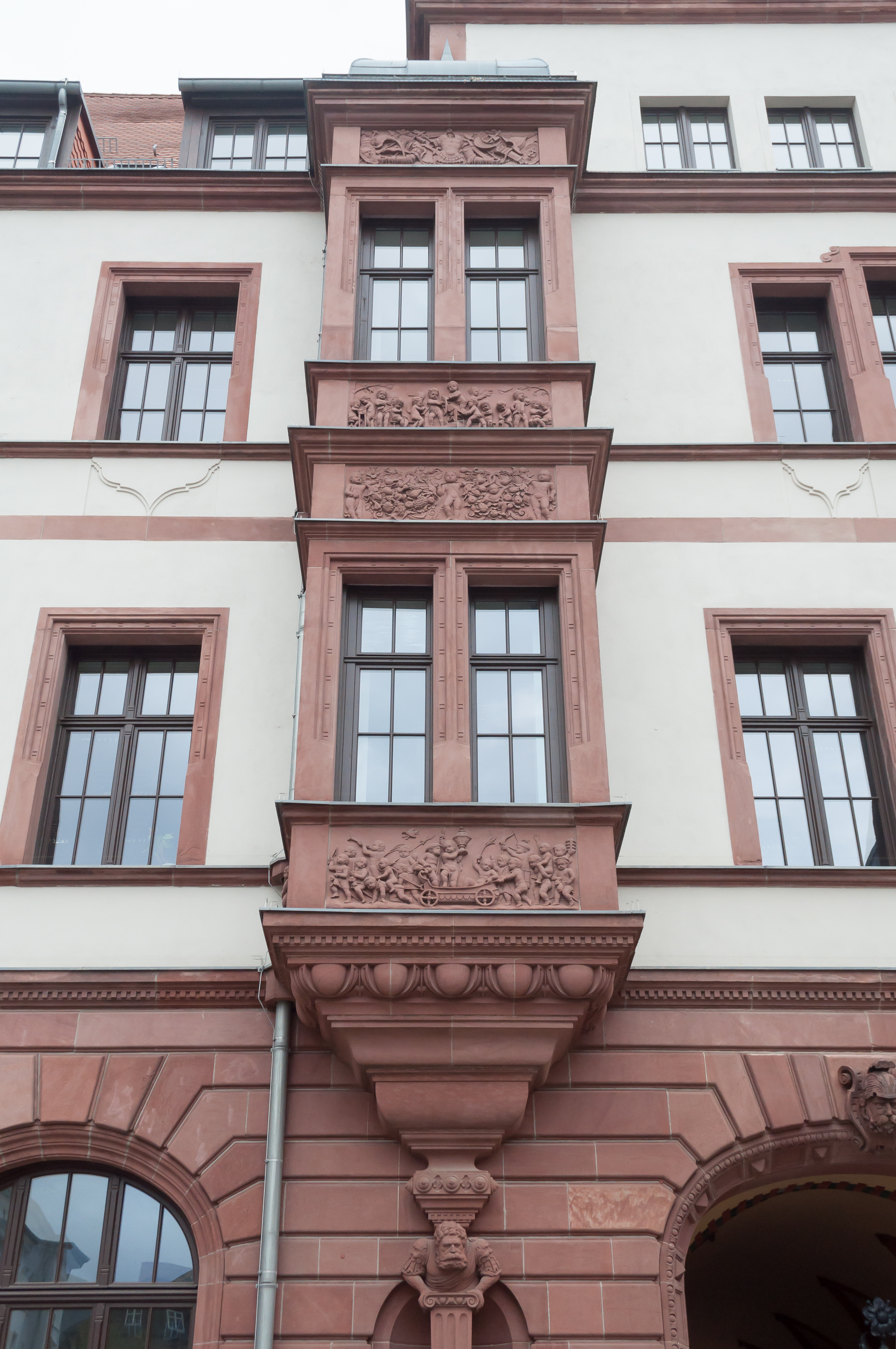
Nachgebildeter Erker, 2014

Auf der linken Seite befand sich vor den beiden oberen Geschossen ein zweiachsiger Kastenerker. Abgesehen vom Runderker am Magdeburger Rathausbau von 1652, war es das einzige Beispiel eines Erkers in Magdeburg. In Magdeburg waren Erker, anders als in anderen Städten unüblich. Tatsächlich ähnelten sich die Erker des Rochschen Hauses und des Rathauses. Aufgrund der Fensteranordnung wurde vermutet, dass der Erker schon in der Bauzeit des Hauses errichtet worden war. Eine mittige Anordnung des Erkers war nicht möglich, da er dann die Erreichbarkeit der Ladeluken behindert hätte. Die horizontale Gliederung der Fassade wurde auch am Erker fortgeführt. Getragen wurde der Erker ursprünglich von einer Konsole mit Karyatide. Mit dem Umbau des Erdgeschosses wurde unterhalb des Erkers eine Tür eingefügt und die Konsole so beseitigt. Der Erker wurde seit dem von die Tür flankierenden Hermen getragen. Es wurde eine Ähnlichkeit mit der als Vorstufe verstandenen Gestaltung des Hildesheimer Kaiserhauses angemerkt. Bemerkenswert waren die am Erker angebrachten Verzierungen. Unten befand sich ein grober Eierstab und eine kräftige Rustizierung. Unter und über den Erkerfenstern waren figürlich oder dekorativ gearbeitete Basreliefs angebracht. Unten waren nackte spielende Kinder, in der Mitte Frucht- und Blumengewinde, im oberen Teil viereckige von Bändern umgebene Schilde dargestellt. Auf den Schilden, zum Teil von nackten Knaben gehalten, befanden sich Abbildungen von Waffen und Trophäen. Bedeckt war der Erker von einem geschwungenen Dach, das sich über das Gesims hinaus erhob.
Besonders markant war der mittig angeordnete geschwungene Giebel. Er nahm etwa die Hälfte der Fassadenfront ein und war selbst dreigeschossig. Seine Spitze erreichte die Höhe des Firstes des steil ausgeführten Hausdachs. In seiner Mitte befanden sich drei übereinander angeordnete Ladeluken. Diese wurden so angeordnet, dass sich unter ihnen bis zum Boden nur Wandflächen, nicht jedoch möglicherweise Ladevorgänge behindernde Fenster befanden. Bei einem Umbau im 19. Jahrhundert wurde die untere Ladeluke zu einem Fenster umgebaut. Die Anordnung der Ladeluken und Fensteröffnungen des Giebels orientierte sich in keiner Weise an der Gestaltung der Geschosse des Hauses. Die Verwendung horizontaler Bänder entsprach jedoch dem Einsatz an der Hauptfassade. Verziert war der Giebel mit Rollwerk aus Schnecken und Raupen, die durch Klammern an die Gebäudemauern geheftet waren.
Auf der Rückseite des Gebäudes entstand in späterer Zeit ein Hofflügel.

### Innenausstattung
Der ursprüngliche Innenausbau des Hauses war aufgrund der Zerstörungen von 1631 nicht erhalten. Zu den oberen Stockwerken führte durch einen auf der Hofseite hervorspringenden Treppenturm eine breite Spindeltreppe. Die Wohnräume wurden Ende des 19. Jahrhunderts als ausreichend hoch, gut ausgestattet und behaglich beschrieben. Die Fensternischen des obersten Stockwerkes erweiterten sich im Inneren in Stufen mit abgerundeten Ecken, während im mittleren Geschoss schlicht rechteckige Fensteröffnungen bestanden, die vermutlich durch Umbauten entstanden waren.

## Geschichte

### Vorgängerbebauung
Anfang des 16. Jahrhunderts gehörte das Anwesen der Familie von der Schulenburg, ihnen folgte die Familie von Alvensleben-Hundisburg. Erzbischof Sigismund bestätigte das Haus im Jahr 1560 als Leibgedinge an die Witwe des Magdeburger Hofmeisters Ludolf X. von Alvensleben. Das Gebäude gehörte innerhalb Magdeburgs zum Bereich der Stiftsfreiheit.

### Nutzung des Rochschen Hauses
Das später Rochsche Haus genannte, repräsentativ gestaltete Gebäude entstand dann Ende des 16. Jahrhunderts. Bei der Zerstörung Magdeburgs im Jahr 1631 wurde das Gebäude stark beschädigt. Der Möllenvogt Berthold Struve führte das Haus als abgebrannt, wobei jedoch die Außenmauern wohl erhalten geblieben waren.
Unmittelbar vor der Zerstörung war Major Schafmann im Haus einquartiert. 1641 lebten einige arme Leute im Gebäude. Im Jahr 1642 wurde es noch lediglich als Stete bezeichnet, vermutlich kurz danach jedoch wieder aufgebaut. 1647 stand es dann allein dem Rittmeister Lüderwald zur Verfügung. Der erste Domschulrektor Johann Georg Lohmeier lebte 1676, der Landsyndikus Sylvester Becker aus Helmstedt 1685 im Haus. Von 1691 bis 1722 gehörte das Gebäude Sybille von Mandelslohe, geborene von Welchhausen, Witwe des Regierungsrats und Dechanten von Sankt Nikolai Gebhard Julius von Mandelslohe. Ihre Erbin wurde ihre Base Juliane von Welchhausen, die es jedoch bereits 1723 für 3400 Taler an Stilcke, Dechant des Nikolaistiftes, veräußerte. Stilcke verstarb 1758. Das Gebäude ging an seine Witwe, eine geborene Saalfeld, die jedoch 1760 ebenfalls verstarb. Gemäß einem Testament übertrugen die Kinder das Anwesen für 3000 Taler an den ältesten Sohn, Dechant Christian Hermann Stilcke.
Für 5400 Taler wurde das Anwesen dann 1784 an den Generalmajor Albrecht Ehrentreich von Rohr und seine Ehefrau Agnes Sophie, geborene von Alvensleben veräußert. Im Jahr 1817 wurde der Oberlandesgerichtsrat Friedrich Fahrenholz für das Haus genannt. 1823 betrieben G. Elliesen und W. Roch im Haus eine Tabakfabrik, später war Roch alleiniger Eigentümer. Auf ihn geht der Name Rochsches Haus zurück. Bis 1886 waren seine Erben Eigentümer des Hauses.

### Abriss des Gebäudes
Südlich des Gebäudes befand sich die damalige Post. Aufgrund der dringend nötigen Erweiterung wurde der Neubau eines erheblich größeren Postgebäudes geplant, das auch die Fläche des Rochschen Hauses und der Deutsch-Reformierten-Kirche umfassen sollte. Es ergab sich eine intensive öffentliche Debatte über den Erhalt des Hauses, dessen baulicher Zustand als gut beschrieben wurde. Der Landeskonservator Emil Theuner setzte sich für das Gebäude ein. Auch der Provinzialverein für die Erhaltung der Landesdenkmäler protestierte und wandte sich mit einer Petition und einer Denkschrift aus dem Februar 1895 an den Reichstag. Vorschläge gingen dahin, das Rochsche Haus zu erhalten und in einen Neubau des Postgebäudes einzubeziehen, das dann eine dreigeteilte Fassade erhalten könnte. Das Rochsche Haus war Thema in einer Debatte des Reichstags am 16. März 1895, wobei auch Fotografien des Hauses vorgelegt wurden. Die Reichstagsabgeordneten Clemens Heereman von Zuydwyck und Joseph Lingens (beide Zentrum) beantragten eine Rückverweisung in die Budgetkommission, um die Frage des Erhalts zu prüfen. Die Rücküberweisung und Prüfung einer anderen Lösung wurde auch von Wilhelm Klees (SPD) befürwortet, der Abgeordnete Albert Schmidt (SPD) sprach sich gegen die Rücküberweisung aus. Im Ergebnis der Debatte kam es zur Rücküberweisung und neuen Prüfung. Bereits am 22. März 1895 erfolgte eine zweite Debatte. Der Berichterstatter Theodor von Möller (Nationalliberale Partei) schilderte, dass die dem Reichstag vorgelegte Fotografie nicht den aktuellen Sachstand des Hauses zeige. Die zwischenzeitlich vorgenommen baulichen Veränderungen insbesondere im Erdgeschoss, aber auch der Umbau einer Ladeluke zu einem Fenster hätten die altertümliche Fassung des Hauses so verändert, dass ein Erhalt nicht angezeigt sei. Außerdem käme die Initiative des Provinzialvereins zu spät, da die Postverwaltung das Gebäude für 500.000 Mark erworben hätte. Ernst Lieber (Zentrum) warf dem Landeskonservator dann letztlich vor, mit der Vorlage der veralteten Fotografie ein falsches Bild erweckt zu haben. Er wies eine Beschwerde des Landeskonservators, die dieser wegen der schweren Kränkung seiner behördlichen und amtlichen Ehre erhoben hatte, zurück. Allerdings wurde in der an den Reichstag gerichteten Denkschrift vom Februar 1895 tatsächlich detailliert auch auf die bereits erfolgten baulichen Veränderungen eingegangen und die Wiederherstellung des früheren Zustandes, für den auf die Abbildung verwiesen wurde, angeregt. Auch Lieber kritisierte die erfolgten baulichen Veränderungen scharf und meinte, dass die finanziellen Interessen des Reiches und die betrieblichen Interessen der Post nun im Vordergrund stünden. Karl von Leipziger (Deutschkonservative Partei) bedauerte hingegen die sich abzeichnende negative Entscheidung. Der Antrag der Budgetkommission auf Bewilligung der Mittel zum Neubau des Postgebäudes und damit dem Abriss des Rochschen Hauses wurde dann vom Reichstag mit Mehrheit beschlossen.

Letztlich erfolgte 1895 der Abriss, andere Angaben nennen wohl fälschlich 1898. Zur Besänftigung der Debatte wurde seitens der Postverwaltung zugesagt, die Fassade in das neue Gebäude einzubeziehen. Tatsächlich wurde auf der Rückseite des Neubaus, zur Prälatenstraße hin, eine an die Fassade des Rochschen Hauses erinnernde Gestaltung eingefügt, so insbesondere ein Erker. Allerdings traf diese Gestaltung, sie weicht im Erscheinungsbild und Ausführung deutlich vom ehemaligen Rochschen Haus ab, auf erhebliche Kritik.

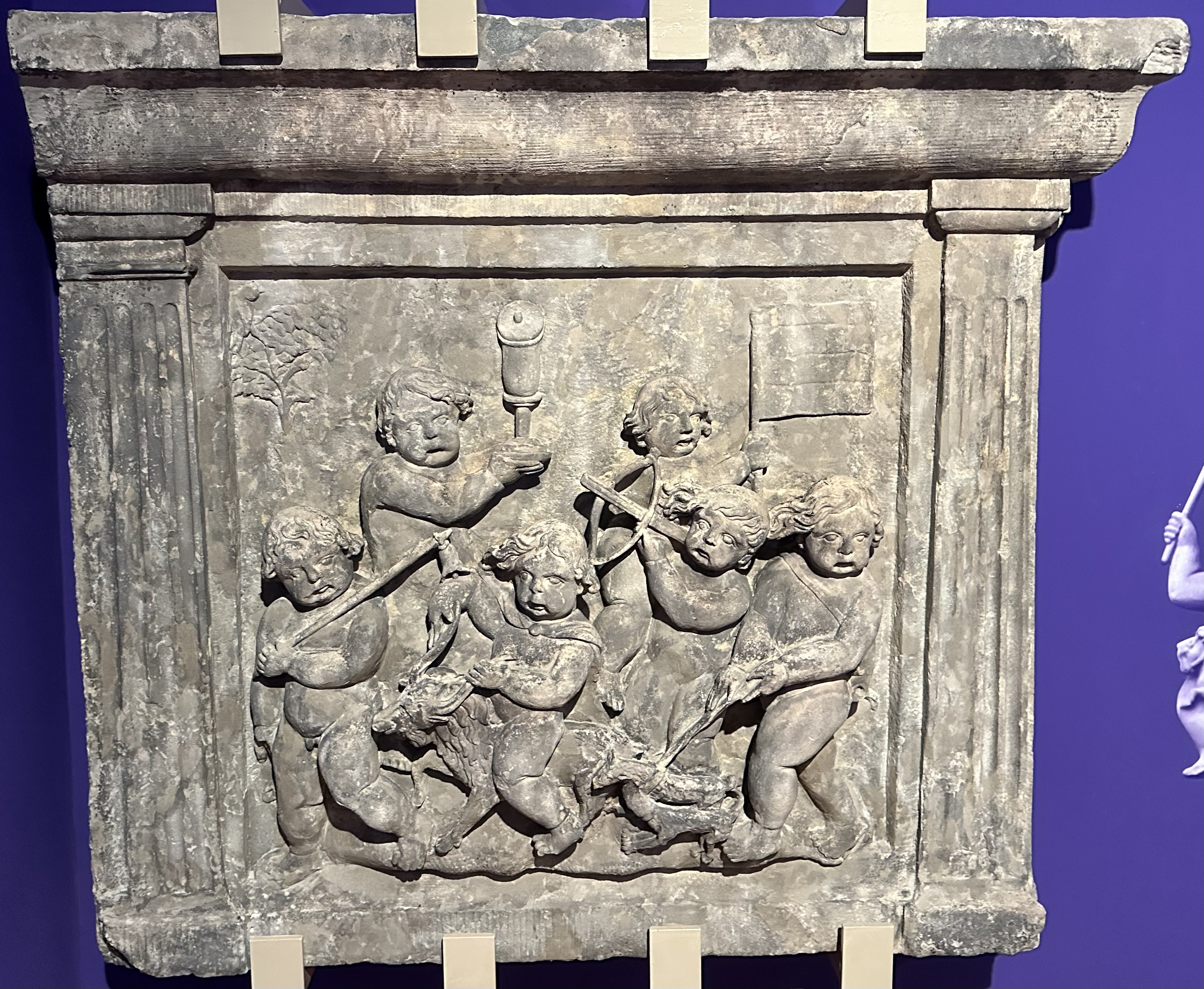
Relief in der Ausstellung des Kulturhistorischen Museums, 2025

 Die am Erker des Hauses befindlichen Reliefs wurden gesichert. Sie sind zum Teil erhalten und befinden sich in der stadtgeschichtlichen Dauerausstellung im Kulturhistorischen Museum.
Die neu errichtete Hauptpost überstand die schweren Zerstörungen des Zweiten Weltkriegs. Das dann ebenfalls als Baudenkmal betrachtete und denkmalgeschützte Postgebäude wurde zum Justizzentrum umgebaut.